# Lucy-le-Bocage
Lucy-le-Bocage – miejscowość i gmina we Francji, w regionie Hauts-de-France, w departamencie Aisne.
Według danych na styczeń 2014 roku gminę zamieszkiwały 182 osoby, a gęstość zaludnienia wynosiła 23,2 osób/km²).